# Palmaille
De Palmaille is een laan in het Hamburgse stadsdeel Altona. De laan is bekend om haar neoklassieke architectuur. 

## Geschiedenis
De straat werd in 1638 aangelegd voor het beoefenen van het aan het croquet verwante Italiaanse spel Palla a maglio, wat verbasterd werd tot palmalie. Graaf Otto V van Schaumburg liet tussen Altona en Ottensen een 647 meter lange speelbaan aanleggen, die met lindebomen beplant werd. 
In de achttiende eeuw werden aan beide kanten van de straat prestigieuze gebouwen neergezet. In de loop van de negentiende eeuw werd de straat een geliefde woonwijk voor de hogere klasse. Tijdens de Tweede Wereldoorlog werd de straat voor twee derde verwoest. 

## Afbeeldingen

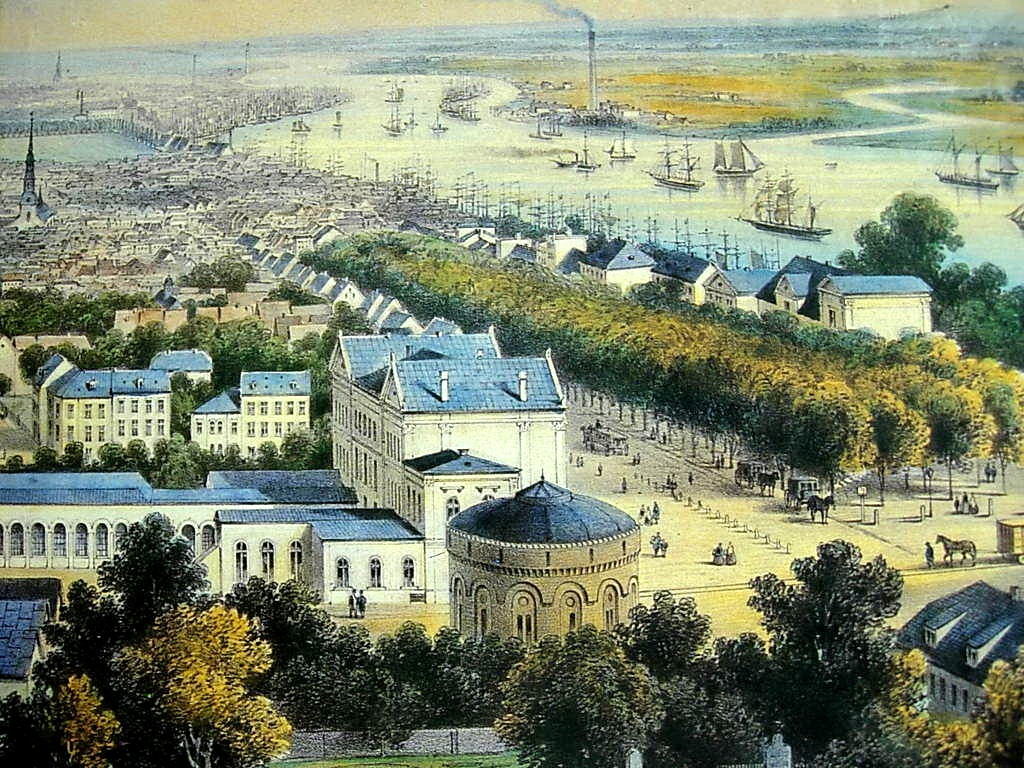
Palmaille omstreeks 1860
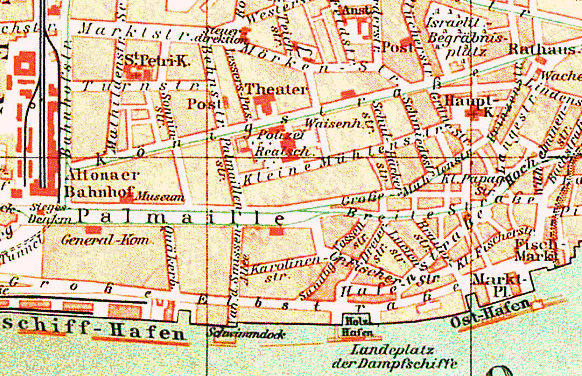
Palmaille op een kaart uit 1890
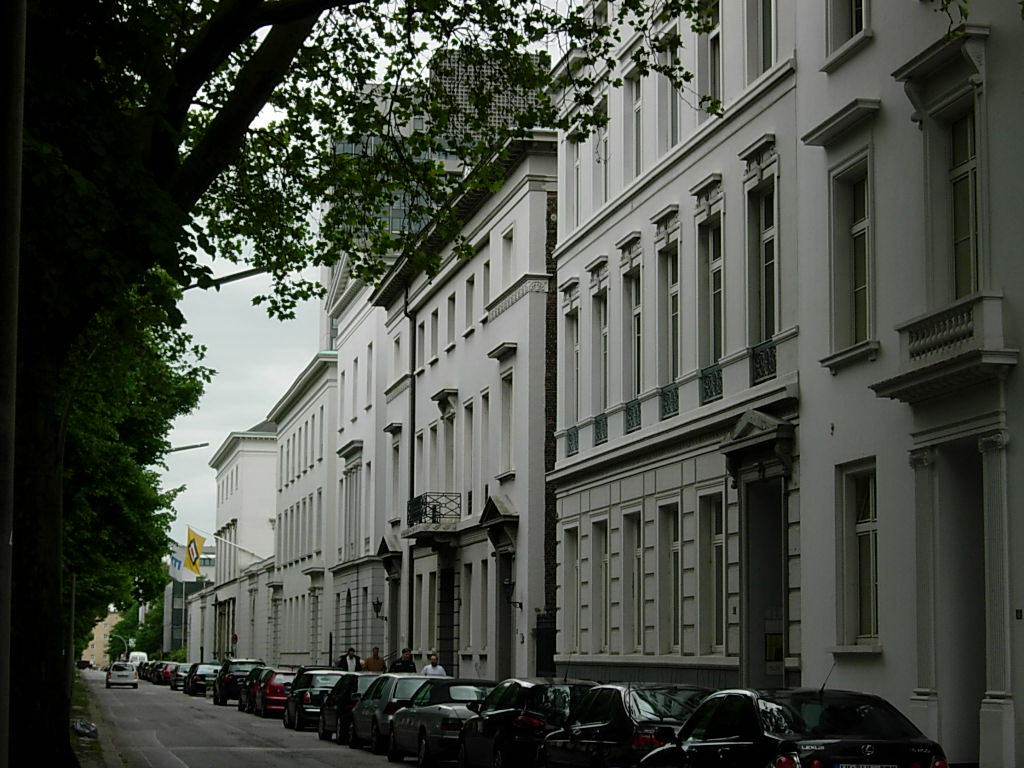
Palmaille huisnummers 45-59
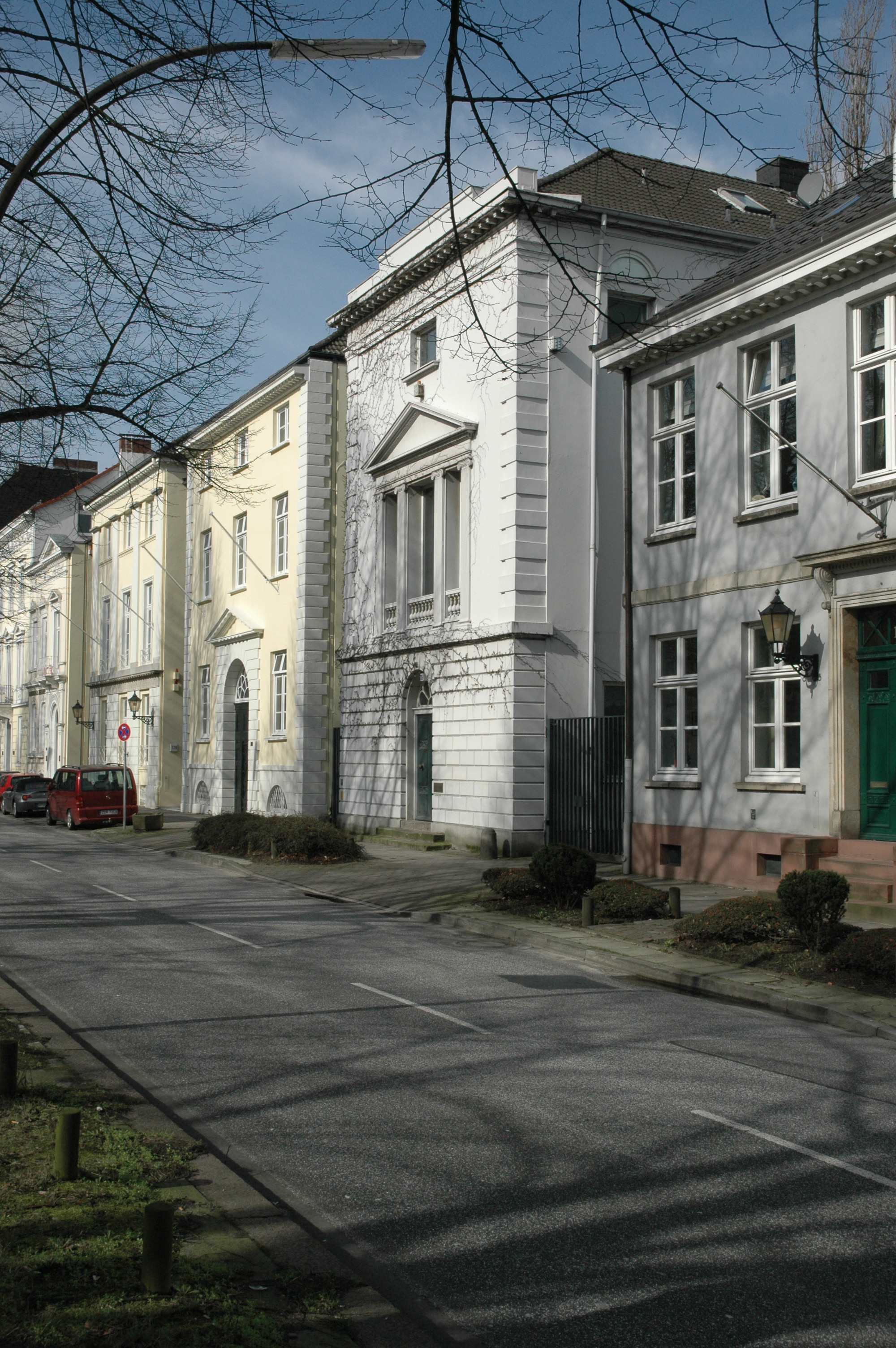
Palmaille, huisnummers 112-124